# Guelta d’Archei
A  Guelta d'Archei valószínűleg a legismertebb guelta a Szaharában. A sziklahasadék az Ennedi-fennsík lábánál található, Csád északkeleti részén, a Fada nevű várostól délkeletre. A Guelta d'Archei környezete kopár, az emberek által használt útvonalaktól távol helyezkedik el. Terepjáróval N’Djamenából indulva a távolság 900 km, ami legalább négynapos út, majd a helyszín többórás gyaloglással közelíthető meg. Kényelmes turistautak nem vezetnek ide.
A víz a talajból tör fel, és helyenként több mint 1 m mély. A guelta vize az ide járó tevék ürülékétől fekete, egyébként iható. A víz hőmérséklete általában hűvös, a környező sziklák árnyékoló hatásának köszönhetően. A vizes terület hossza legfeljebb pár száz méter. A guelta bejárata előtt cserjék és kisebb fák nőnek.
A térségben a víz miatt több állatfaj él, amik között van a vízben élő nílusi krokodil (Crocodylus niloticus Laurenti) alfaja, vadon élő tevék, és különféle halfajok, amikkel a krokodilok táplálkoznak. A közép-holocénból származó maradványok és ősi sziklarajzok bizonyítják, hogy a mai Szahara területe valamikor jóval csapadékosabb volt; mocsarak és folyók sokféle állat életterét biztosították.
A nílusi krokodil itt élő, kis létszámú csoportja valószínűleg az utolsó a Szaharában, mert a Tagant fennsíkon (Mauritánia) élő kolónia 1996-ban minden bizonnyal kihalt.